# Hamou Boutlélis
Hamou Boutlélis né le 5 septembre 1920 à Oran et mort, présumé assassiné le 21 octobre 1957 à Orléansville (actuellement Chlef), est un militant nationaliste algérien, qui a participé à la guerre d'Algérie.

## Biographie

### Enfance
Il est né le 5 septembre 1920 à Oran. Il est le fils de Si Habib Hamou, un boucher-tripier du marché « Lamoricière » (rebaptisé  marché Sidi Okba). Ses parents s'étaient installés d'abord au faubourg Lamur (El-Hamri) puis à Mdina Jdida dans la ville d'Oran. Son diplôme, le Certificat d'Etudes Primaires en poche, marquera la fin de sa scolarité à l'école Pasteur.

### Activités
À l'âge de seize ans, il intègre l'Étoile Nord-Africaine (ENA), les amis du journal El-Oumma, puis le Parti du Peuple Algérien (PPA) en 1948  et le Mouvement pour le triomphe des libertés démocratiques (MTLD). Il devient chef régional de l'Organisation Spéciale en Oranie.
En qualité de membre de la jeunesse nationaliste au sein du Parti du Peuple Algérien, il organise des groupes de jeunes des différents quartiers populaires en formant des équipes de football afin de les soustraire à l'oisiveté et la délinquance. Des sections de scouts sont créées avec le premier groupe En-Nadjah. Au début de la Seconde Guerre mondiale 1939–1945, le PPA et le Parti Communiste Algérien (PCA) sont dissous et c'est l'entrée dans une période de clandestinité de tous les militants algériens qui poursuivent leurs activités avec d'autres responsables des autres villes d'Alger et de Tebessa, notamment.
Le hold-up de la poste d'Oran le 5 avril 1949, auquel a pris part Boutlélis aux côtés d’autres militants menée dans le cadre de la préparation matérielle du déclenchement de la Révolution du 1er novembre 1954.

### Arrestation et disparition
En 1949, Boutlelis est arrêté et relâché quelques mois après. Il est de nouveau arrêté en 1951 en même temps que d'autres éléments de l'OS. Il est condamné par le tribunal d'Oran à six ans de prison dans le cadre du procès de l'OS (Organisation Spéciale de l'Oranie) le 12 février 1951. Il purge sa peine avec d'autres militants du mouvement national à la prison d'Orléansville (actuellement Chlef). Il entame, à la suite de son procès, une grève de la faim dans cette prison.
Sa détention devait en prendre fin le 22 octobre 1957. Mais il sera libéré le 21 octobre, puis il est enlevé par des policiers français et disparaît définitivement. Ni sa famille, ni son avocat et encore moins ses compagnons n'ont trouvé de trace. C'est pour cela que les militants et les anciens le surnomment « Le martyr sans tombe ».

## Postérité
Le Palais des sports Hamou-Boutlélis est une salle omnisports située à Oran, dans le quartier populaire de Médina Jdida.
Le lycée Hamou-Boutlélis, situé à Oran dans le quartier Hai Essedikia (ex. Gambetta).